# Седжуик (окръг, Канзас)
Вижте пояснителната страница за други значения на Седжуик.
Окръг Седжуик (на английски: Sedgwick County) е окръг в щата Канзас, Съединени американски щати. Площта му е 2613 km², а населението - 476 026 души. Административен център е град Уичита.